# Хмелевий Колодязь
Хмелевий Колодязь (рос. Хмелевой Колодезь) — хутір в Обоянському районі Курської області Російської Федерації.
Населення становить 2 особи. Входить до складу муніципального утворення Рудавська сільрада.

## Історія
Населений пункт розташований на території українського етнічного та культурного краю Східна Слобожанщина.
Від 2004 року входить до складу муніципального утворення Рудавська сільрада.

## Населення
| 2002 | 2010 |
| ---- | ---- |
| 9    | ↘2   |